# إميليو كوميسو
إميليو كوميسو (بالإسبانية: Emilio Commisso)‏ هو لاعب كرة قدم ومدرب كرة قدم أرجنتيني في مركز الهجوم، ولد في 5 نوفمبر 1956 في قرطبة في الأرجنتين. لعب مع أرجنتينوس جونيورز وإستوديانتيس دي لا بلاتا وتاليريس كوردوبا وريفر بليت وكيلمس ونادي خيريث.

## وصلات خارجية
- إميليو كوميسو على موقع الاتحاد الأوربي (الإنجليزية)
- إميليو كوميسو على موقع قاعدة بيانات كرة القدم.إي يو (الإنجليزية)
- إميليو كوميسو على موقع عالم كرة القدم.نت (الإنجليزية)